# ToMix
ToMix（とみっくす、1983年5月2日 - ）は、神奈川県出身のタレント、DJ・VJ・音楽プロデューサー・リミキサー等、数々の肩書きを持つ。血液型O型。

## 概要
多くのタレント、ミュージシャン、モデルと親交がある。レーベルには所属しておらず、フリーランスで活動。中小から大手までのレーベルに協力して活動することが多い。自身のブログで「昼はサラリーマン、夜はDJマン」と書いている。
高校時代は放映新社→放映プロジェクト→テアトルアカデミーに所属し、タレント活動をしながら『東京ストリートニュース』の読者モデルや高校生サークルの代表として活動していた。2010年には活動を休止している。2011年SOUND MUSEUM VISIONのオープニングセレモニーにてゲスト出演。過去の楽曲を中心にJ-POPを含めたオールミックスでプレイ。

## 主な活動
2008年以降は楽曲リミックスやミュージック・ビデオ作成をメインに活動。

### テレビ出演
- あぶない放課後（テレビ朝日、1999年）
- 天国に一番近い男（TBS、1999年 - 2001年）

### 映画出演
- GTO（東映、1999年）

### CM出演
- タウンページ（NTT東日本、2000年）
- ロッテ（2000年）

### 協力作品
- you can make it / DJ KAWASAKI（2008年）
- House Disney / オムニバス（2009年）
- trax / オムニバス（2009年）

### イベント
- 渚音楽祭（2007年秋、2008年春）
- ravex album Pre Release Tour協力（2008年 - 2009年）
- サマーソニック（2009年夏）

### 活動クラブ
- 横浜FIRE
- 渋谷 asia・FURA・WOMB・SOUND MUSEUM VISION
- 代官山AIR・UNIT
- 京都WORLD
- 名古屋BOTTOM LINE
- 札幌ZEPP SAPPORO

その他